# Toxophora trivittata
Toxophora trivittata är en tvåvingeart som beskrevs av Mario Bezzi 1908. Toxophora trivittata ingår i släktet Toxophora och familjen svävflugor. Inga underarter finns listade i Catalogue of Life.